# 五金件
五金件（metal product）是指把五金，即金、银、铜、铁、锡通过一定的技术加工，得到的一种使用工具。主要是用来做装饰、固定物品、以及加工物品等。

## 分类概述

### 金件
金件：即把金加工之后得到的一种物品。由于金名很名贵，所以一般制造成很值钱的东西。
例如：古代女子头上、身上佩戴的金钗以及金锁等吉祥饰品。古代也用金来作为等价交换的货币。现代一般作为饰品：戒指、项链、金条等。

### 银件
银件：即把银加工之后得到的一种物品。银也很珍贵，但比金稍逊。也经常被用来做成珍贵的配饰以及古代使用的货币。例如：古代富贵人家经常使用银锭等。现代也一般用作饰品加工。
同时，银的导电性以及传热性非常好，因此在现代科技中，也经常用于电子仪器和发电设备中所用的零件。

### 铜件
铜件：即把铜加工之后得到的一种物品。铜是古人使用最早的一种金属之一。常被用于制造祭奠神以及先人所用的器皿。例如：铜鼎、大型祭奠用具等。同时，铜的导电性良好，价格优惠。因此，铜也常常被用于制造电线芯以及一些通讯设备、电子设备的零件。

### 铁件
铁件：即把铁加工之后得到的一种物品。铁，比较便宜，并且世界储藏量较多，因此应用也十分广泛。常用的铁主要分为两种：赤铁矿和磁铁矿。

### 锡件
锡件：即把锡加工之后得到的一种物品。虽然不名贵，但提取较复杂，应用范围不广。一般被用于焊接電子零件、塑料瓶封以及罐头瓶盖等。